# Helastia angusta
Helastia angusta là một loài bướm đêm trong họ Geometridae.